# Alain Mikli
 (avril 2013).
Si vous disposez d'ouvrages ou d'articles de référence ou si vous connaissez des sites web de qualité traitant du thème abordé ici, merci de compléter l'article en donnant les références utiles à sa vérifiabilité et en les liant à la section « Notes et références ».
Alain Mikli, né Alain Miklitarian, est un designer français de lunettes et d'accessoires, né le 1er avril 1955.

## Historique
En 1978, à l'âge de 23 ans, Alain Mikli fonde son entreprise de création de lunettes à Paris. En 1984, il lance une ligne de lunettes pour Claude Montana et Anne-Marie Beretta. Depuis 1996, il collabore avec Philippe Starck. Ils ont créé ensemble la marque Starck Eyes dont la principale caractéristique vient d'une charnière sans vis, à l'image d'une clavicule humaine.
Depuis 2010, après le rachat fin 2009 de la société Sporoptic Pouilloux, détentrice de la marque de lunettes de soleil et de masques de ski Vuarnet, son entreprise est touchée par la baisse du marché de l'optique et un contexte économique morose en Europe et en Amérique du Nord.
Fin 2012, le groupe italien Luxottica, numéro un mondial de la lunette, rachète la marque Alain Mikli pour 90 millions d'euros.
À la suite de ce rachat, la société Sporoptic Pouilloux avec la marque Vuarnet a quitté le giron du groupe Alain Mikli, et est redevenue indépendante au début de 2013.
L'animateur de télévision Mac Lesggy, connu pour son style extravagant, porte leurs lunettes.

## Fabrication
Depuis sa création et jusqu'au rachat de son entreprise, la production de lunettes était très majoritairement réalisée à la main par des entreprises françaises, situées dans le département du Jura[réf. nécessaire]. Une partie de la production était réalisée au Japon, pour des produits techniquement spécifiques ou réservés au marché intérieur japonais[réf. nécessaire]. Les produits bon marché étaient produits en Chine[réf. nécessaire].

## Mécénat: engagement auprès des personnes en situation de handicap visuel
Alain Mikli, à travers l'entreprise Mikli Diffusion France, s'investit également pour rendre l'art accessible aux personnes aveugles et malvoyantes. À partir de 2001, il collabore avec le photographe français Yann Arthus-Bertrand en réalisant une cinquantaine d'interprétations tactiles des photographies les plus emblématiques des livres et expositions La Terre vue du Ciel et Bestiaux : Un patrimoine Français qu'il fera découvrir aux déficients visuels à travers le monde.
En 2009, Alain Mikli collabore avec le Centre Pompidou et met en place un parcours pédagogique composé d'interprétations tactiles de cinq œuvres modernes et cinq œuvres contemporaines, donnant ainsi aux déficients visuels pour la première fois la possibilité de découvrir par le toucher des artistes et courants picturaux qu'ils n'avaient auparavant découverts que par les mots.
En 2010, il s'engage auprès du musée du quai Branly - Jacques Chirac. Il en résulte la mise en place d'un parcours tactile composé d'œuvres et d'objets appartenant aux collections du musée. Ces interprétations tactiles sont exposées en alternance sur cinq pupitres, dans "la Rivière" au sein du plateau des collections. Inauguré lors de "La Semaine de l'Accessibilité", ce parcours connaît un fort engouement. Alain Mikli participe également à la mise en accessibilité d'expositions temporaires, pour lesquelles il réalise plusieurs interprétations tactiles, exposées au sein même de l'exposition. Chaque interprétation tactile réalisée pour le musée du quai Branly - Jacques Chirac est accompagnée d'un texte introductif en braille et gros caractères et d'un commentaire audio permettant de guider les visiteurs dans leur découverte tactile tout en replaçant l'œuvre ou l'objet dans son contexte ethnologique, spirituel, social et culturel.
En 2012, il s'engage auprès du Musée des arts et métiers et participe à la mise en accessibilité de deux expositions : Radio : Ouvrez grand vos oreilles ! (2012) pour laquelle il réalise l'interprétation tactile de l'affiche de l'Appel du 18 juin 1940, et Mécanumanimal. Enki Bilal au Musée des arts et métiers (2013), exposition rétrospective consacrée à Enki Bilal pour laquelle il a réalisé quatre interprétations tactiles d'œuvres de l'artiste.
En 2017, Mikli Diffusion France devient mécène de l'exposition Rubens. Portraits princiers au Musée du Luxembourg permettant aux personnes en situation de handicap visuel de découvrir quatre interprétations en relief de portraits de souverains du début du XVIIe siècle peints par le maître de la peinture baroque lors d'ateliers tactiles dédiés.
Toujours en 2017, l'entreprise s'associe à Théâtre de l'Odéon et permet aux amateurs de théâtre déficients visuels de découvrir une maquette tactile du décor des Trois Sœurs de Simon Stone d'après le classique du dramaturge russe Anton Tchékhov avant d'assister à une représentation audiodécrite de la pièce.
Ces actions ont été menées à bien grâce à des actions de mécénat de compétences, mises en œuvre par l'entreprise.
Il a soutenu aussi des associations d'aide aux personnes non-voyantes et malvoyantes, comme l'Association Valentin Haüy au service des aveugles et des malvoyants en 1992, l'Institut des jeunes aveugles du Mali en 2006 et 2007, ou encore l'association MiraEurope (de 2005 à 2008), sous forme de dons, de partenariats ou de parrainages d'évènements caritatifs.